# Кзыл Агаш
Кзыл Агаш — аул в Москаленском районе Омской области. В составе Новоцарицынского сельского поселения.

## Название
Топоним переводится с казахского как «красное дерево». 

## География
Аул находится в степи, на равнинной местности. Располагается на удалении в 10 км от села Новоцарицыно, в 42 км от районного центра рабочего посёлка Москаленки, где также имеется железнодорожная станция, и на расстоянии 182 км от областного центра. В 5 км от аула находится озеро Эбейты. Недалеко от населённого пункта имеются защитные лесные насаждения, высаженные местными лесоводами.
Для аула характерен резко континентальный климат. Типы почв — чернозёмы, солончаки, солонцы (часто встречаются вкрапления в чернозёмы), солоди (последние преимущественно попадаются на пастбищах).

## История
Основан в 1796 г. В 1928 г. состоял из 81 хозяйства, основное население — казахи. В составе аульного сельсовета № 3 Москаленского района Омского округа Сибирского края .

## Население
| 2010 |
| ---- |
| 237  |

Гендерный состав
По данным Всероссийской переписи населения 2010 года в гендерной структуре населения из 237 человек мужчин — 120, женщин — 117	(50,6 и 49,4 % соответственно)
Национальный состав
В 1928 г.  основное население — казахи.
Согласно результатам переписи 2002 года, в национальной структуре населения казахи составляли 99 % от общей численности населения в 336 чел. .